# Euljiro 3(sam)-ga (métro de Séoul)
Euljiro 3(sam)-ga (en coréen 을지로3가역) est une station de correspondance entre la ligne 2 et la ligne 3 du métro de Séoul. Elle est située dans l'arrondissement Jung-gu à Séoul en Corée du Sud.
Ouverte en 1983, elle devient une station de correspondance en 1985. La station est desservie par les rames omnibus qui circulent sur la ligne 2 et la ligne 3.

## Situation sur le réseau

Plan du réseau (2023)

Établie en souterrain, la station Euljiro 3(sam)-ga est une station de correspondance entre la ligne 2 du métro de Séoul et la ligne 3 du métro de Séoul : Sur la ligne 2 elle est située sur la section principale circulaire entre Euljiro 4(sa)-ga, en direction de Hôtel de Ville, rotation dans le sens des aiguilles d'une montre sur la section circulaire, et Euljiro 1(il)-ga, en direction de Hôtel de Ville, rotation dans le sens inverse des aiguilles d'une montre sur la section circulaire ; Sur la ligne 3 elle est située après la station Jongno 3(sam)-ga, en direction du terminus nord-ouest Daehwa, et avant la station Chungmuro, en direction du terminus sud-est Ogeum.

## Histoire
La station Euljiro 3(sam)-ga de la ligne 2 est mise en service le 16 septembre 1983. Elle devient une station de correspondance le 18 octobre 1985 avec l'ouverture de la station Euljiro 3-ga de la ligne 3 lors d'un prolongement de cette ligne,.

## Services aux voyageurs

### Accès et accueil
Située sous l'Eulji-ro, la station dispose de neuf accès numérotés de 1 à 9. Les circulations entre les différents niveaux s'effectuent par des escaliers et des ascenseurs. Elle est équipée d'automates pour l'achat de titres de transport.

### Station ligne 2
Euljiro 3(sam)-ga, de la ligne 2 est desservie par les rames omnibus qui circulent sur la ligne.

Installations
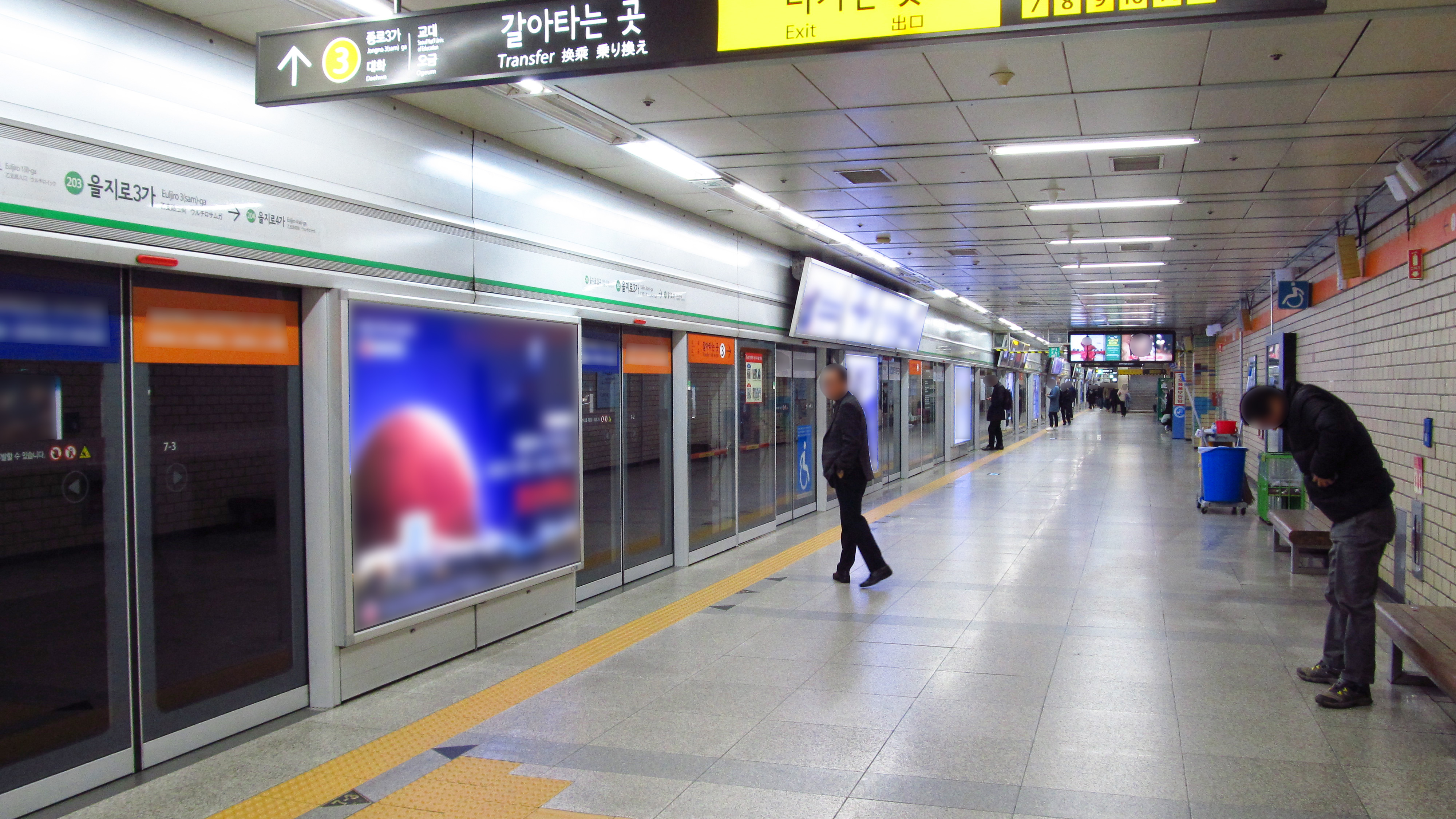
En 2018.
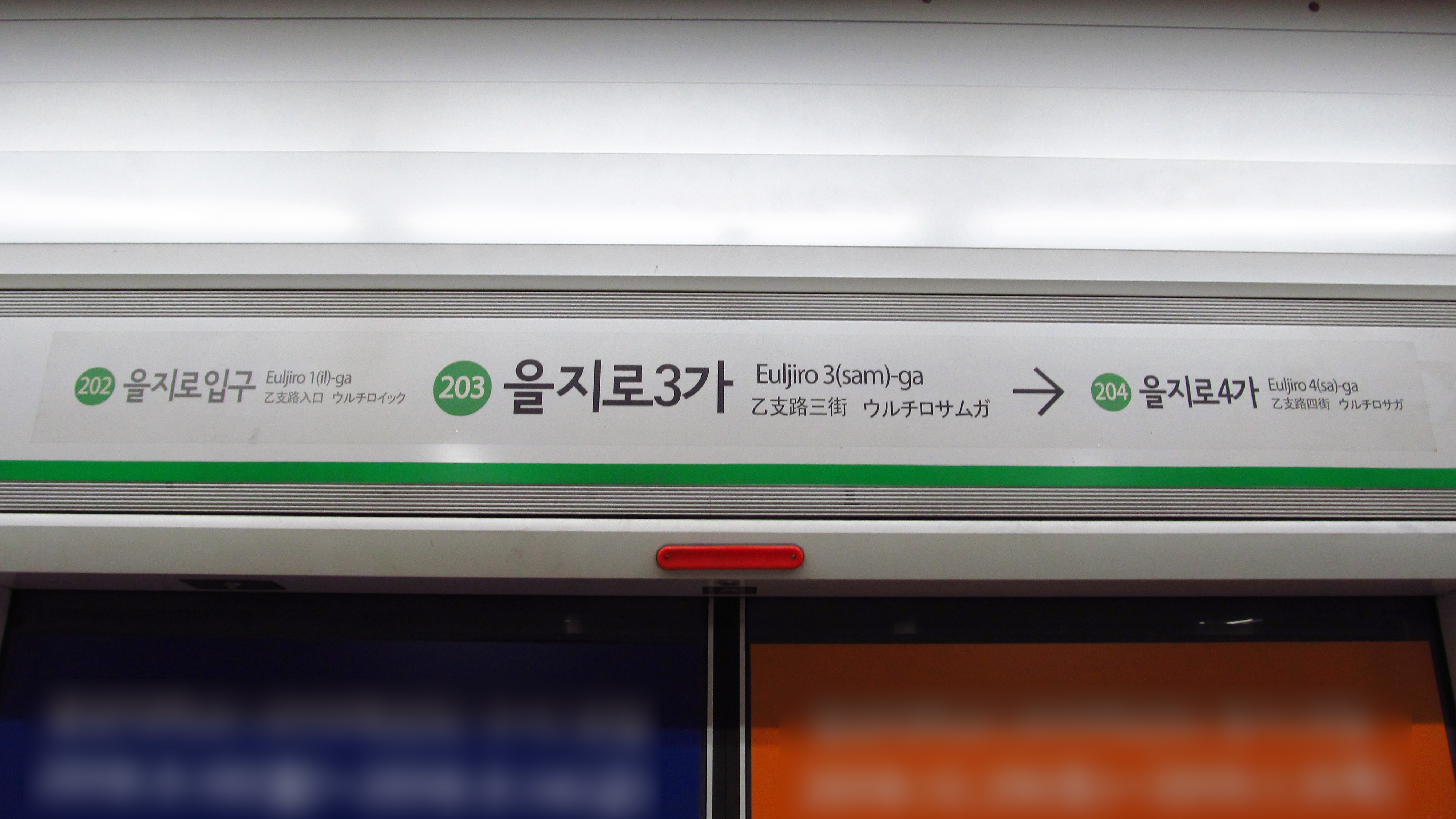
En 2018
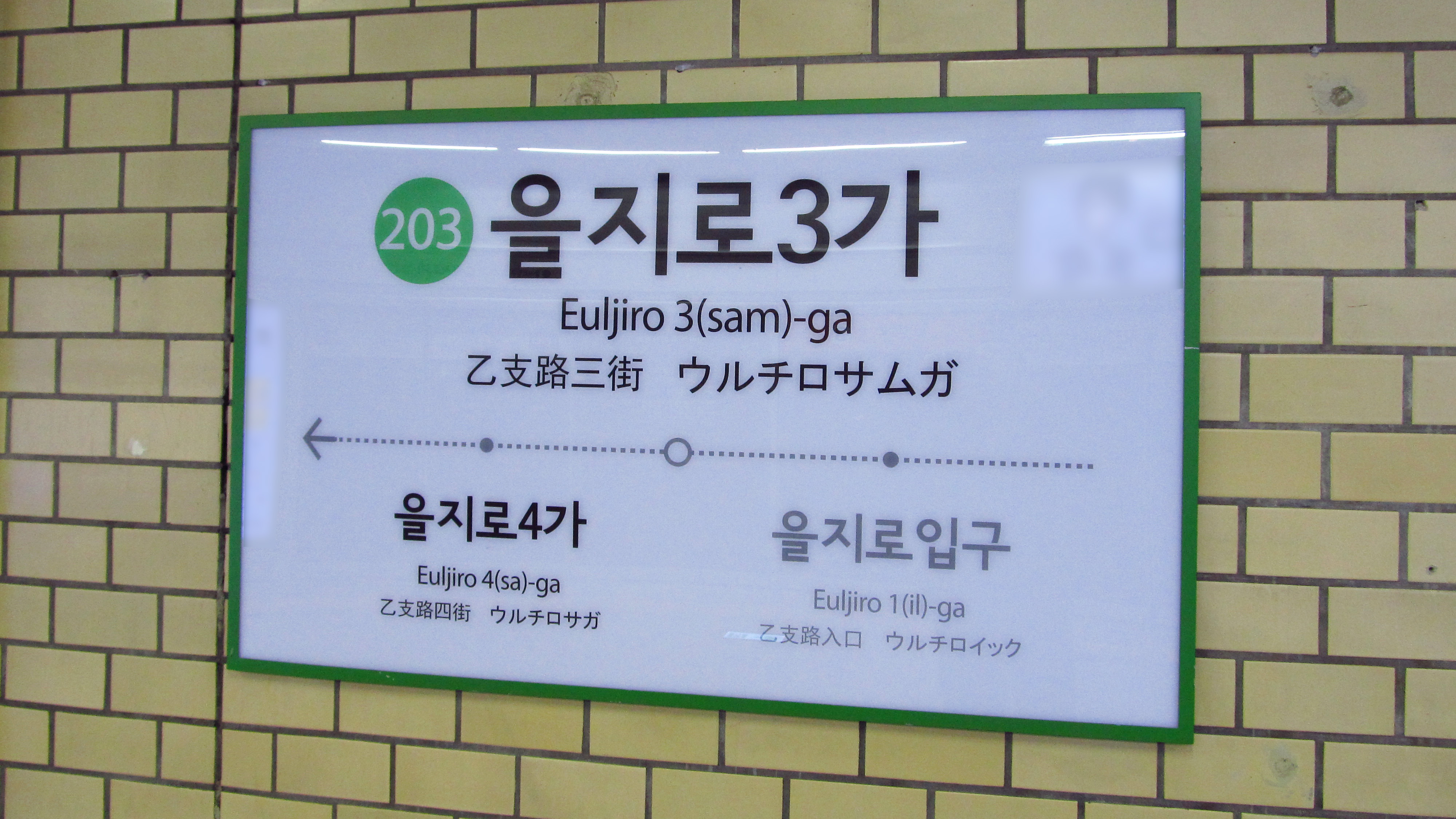
En 2019.

### Station ligne 3
Euljiro 3(sam)-ga, de la ligne 2 est desservie par les rames omnibus qui circulent sur la ligne.

Installations
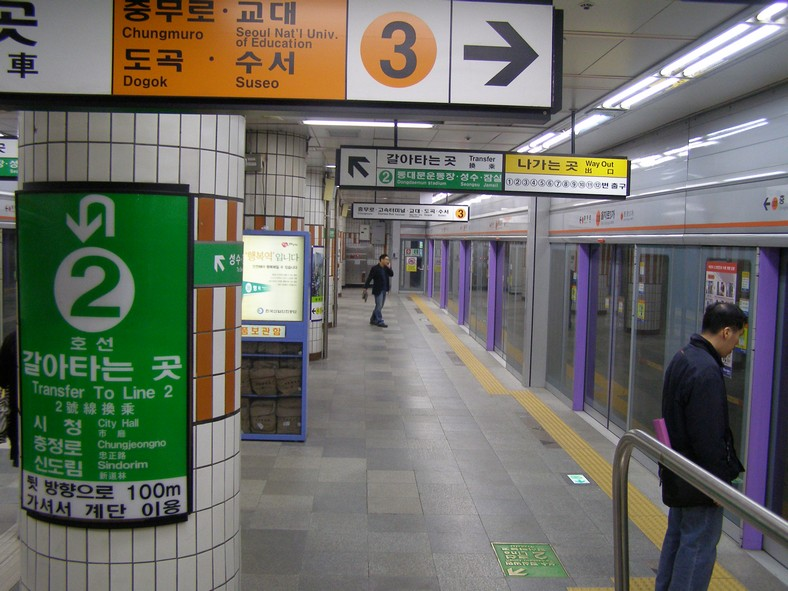
En 2007
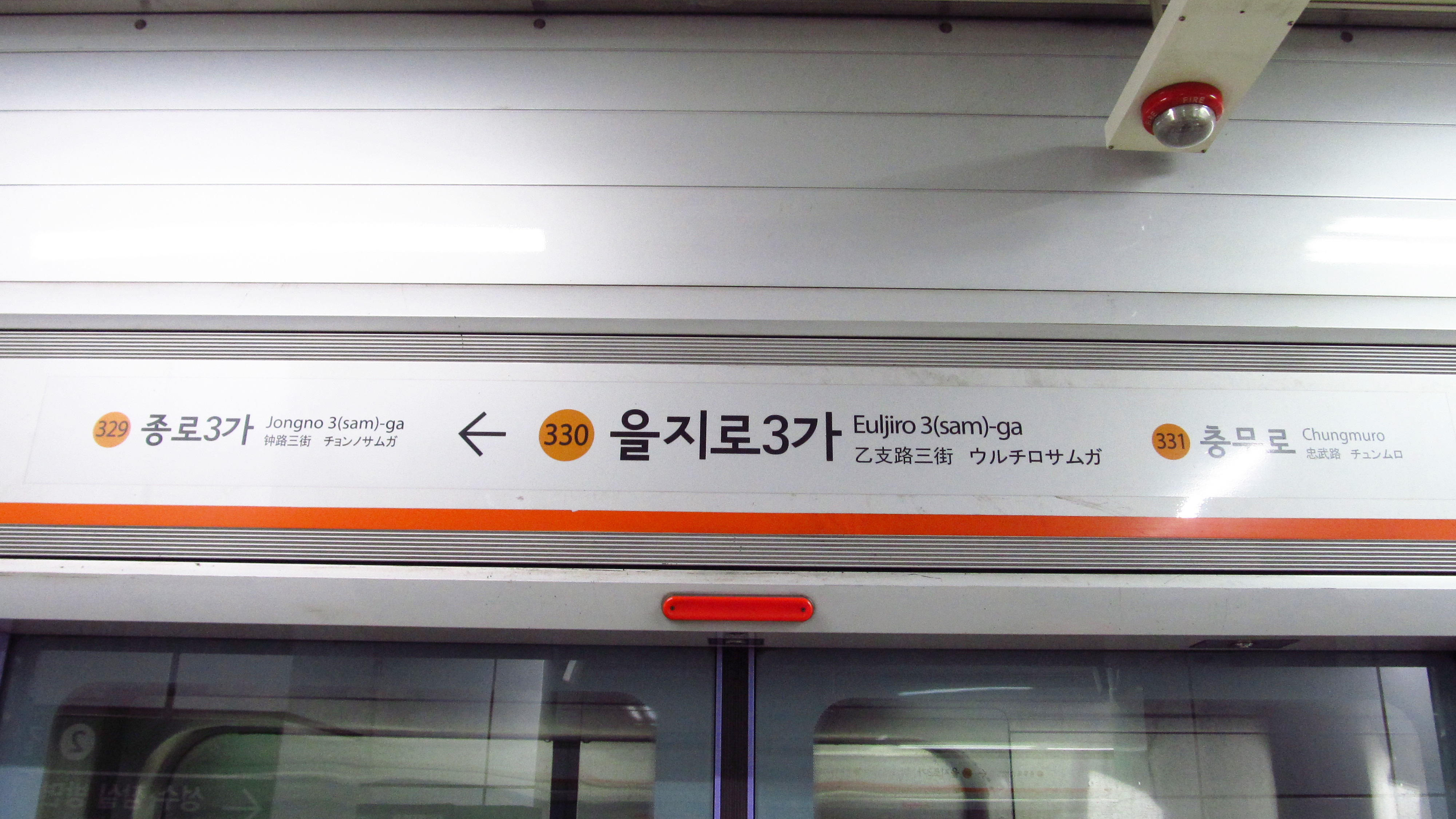
En 2018.
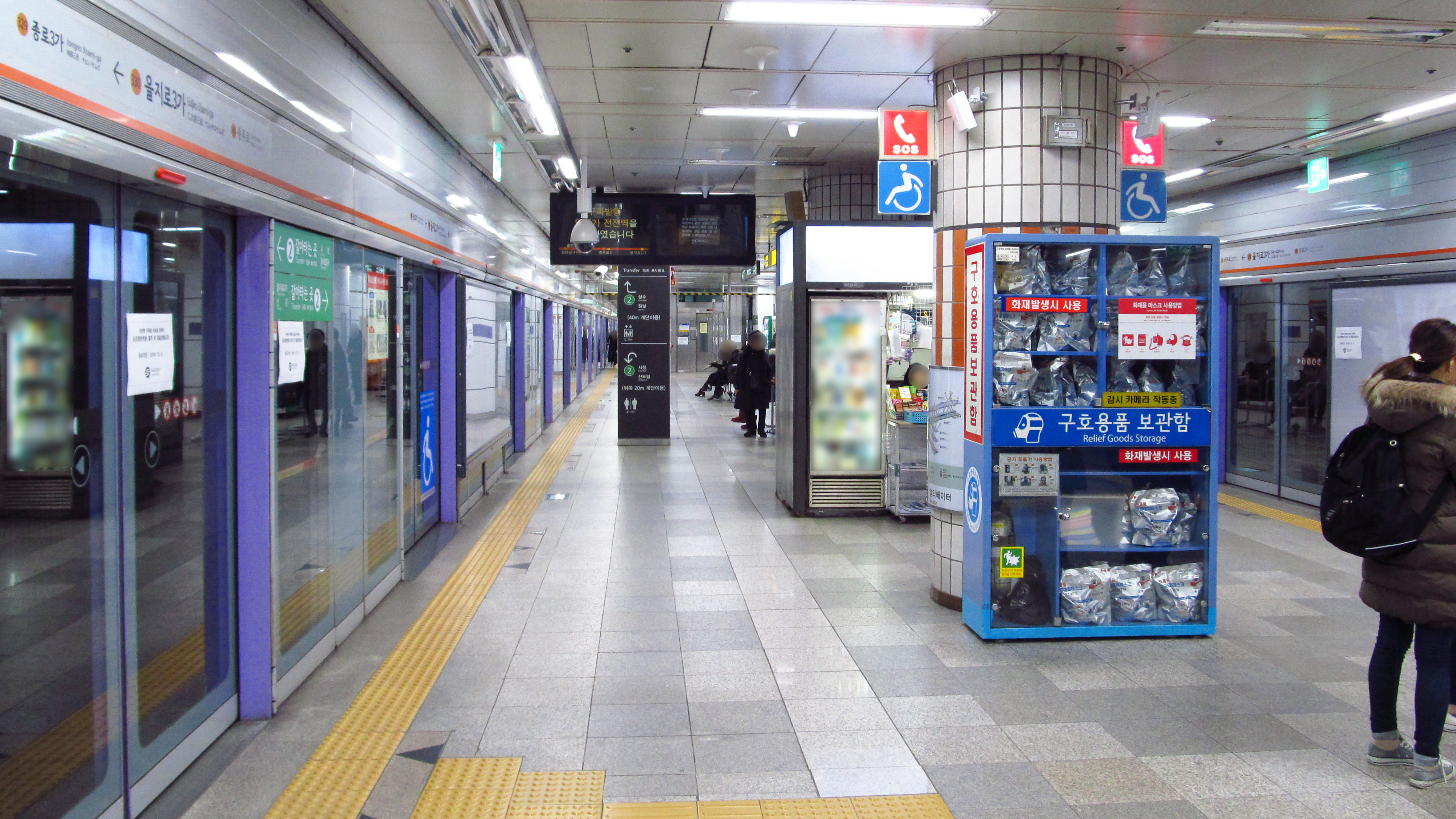
En 2018.

### Intermodalité
Des arrêts de bus urbains sont situés sur les voies routières ou se situent certains des accès.

## À proximité
À proximité, se situe notamment : le mémorial Cho Man-sik, la Cathédrale de Myeongdong et l'hôpital Baek.